# Rete tranviaria di Hakodate
La rete tranviaria urbana di Hakodate (函館市電?, Hakodate Shiden) è, assieme alla rete tranviaria di Sapporo, una delle due uniche tranvie presenti nella prefettura di Hokkaidō, in Giappone.

## Rete
La rete è costituita da una linea a forma di "Y" che taglia il centro della città, lunga 10,9 km con scartamento di 1372 mm, interamente a doppio binario ed elettrificata a 600 V CC con una biforcazione, e due percorsi tranviari (linea 2 e linea 5). Durante il periodo di massima espansione, erano presenti 19,7 km di binari e 12 percorsi.
Dal punto di vista formale, la linea è composta dai seguenti tronconi:
- Linea principale (本線?, Hon-sen) (2,9 km): Hakodate Dock-mae - Hakodate stazione
- Linea Yunokawa  (湯の川線?, Hon-sen) (6,1 km): Matsukaze-chō - Yunokawa
- Linea Hōrai-Yachigashira (宝来・谷地頭線?, Hōrai-Yachigashira-sen) (1,4 km): Jūjigai - Yachigashira
- Linea Ōmori  (本線?, Ōmori -sen) (0,5 km): Hakodate stazione - Matsukaze-chō

Dal punto di vista dei percorsi, sono presenti due linee di servizio:
■  Linea 2: Yunokawa - Goryōkaku Kōen-mae - Matsukazechō - Hakodate - Jūjigai - Yachigashira
■  Linea 5: Yunokawa - Goryōkaku Kōen-mae - Matsukazechō - Hakodate - Jūjigai - Hakodate Dock-mae

## Materiale rotabile
La rete tranviaria di Hakodate dispone di materiale eterogeneo: 
- Serie 30: una vettura
- Serie 500: due vetture
- Serie 710: nove vetture
- Serie 800: una vettura
- Serie 2000: due vetture
- Serie 3000: quattro vetture
- Serie 8000: dieci vetture
- Serie 8100: una vettura
- Serie 9600: tre vetture

## Bigliettazione
In origine la tariffa era piatta, ma dal 1992 è stata introdotta una tariffa variabile in funzione della distanza percorsa:
- Fino a 2 km: 210 yen
- Fino a 4 km: 230 yen
- Fino a 7 km: 250 yen
- Fino a 10 km: 260 yen

Esiste inoltre un biglietto giornaliero del prezzo di 600 yen, oltre a diverse tipologie di carnet e abbonamenti per pendolari e studenti.